# British Academy Television Awards de 2018
O British Academy Television Awards de 2018 (ou 2018 BAFTA TV Awards) aconteceu em 13 de maio de 2018 no Royal Festival Hall em Londres. 
As nomeações foram anunciadas em 4 de abril, com Line of Duty liderando com quatro prêmios. Black Mirror, The Crown e Three Girls conseguiram três indicações cada.

## Vencedores e indicados
| Melhor Série de Drama | Melhor Mini-Série |
| --- | --- |
| - Peaky Blinders (BBC Two) - Line of Duty (BBC One) - The Crown (Netflix) - The End of the F***ing World (All 4) | - Three Girls (BBC One) - Howards End (BBC One) - The Moorside (BBC One) - The State (Channel 4) |
| Melhor Drama Único | Melhor Novela e Drama Continuado |

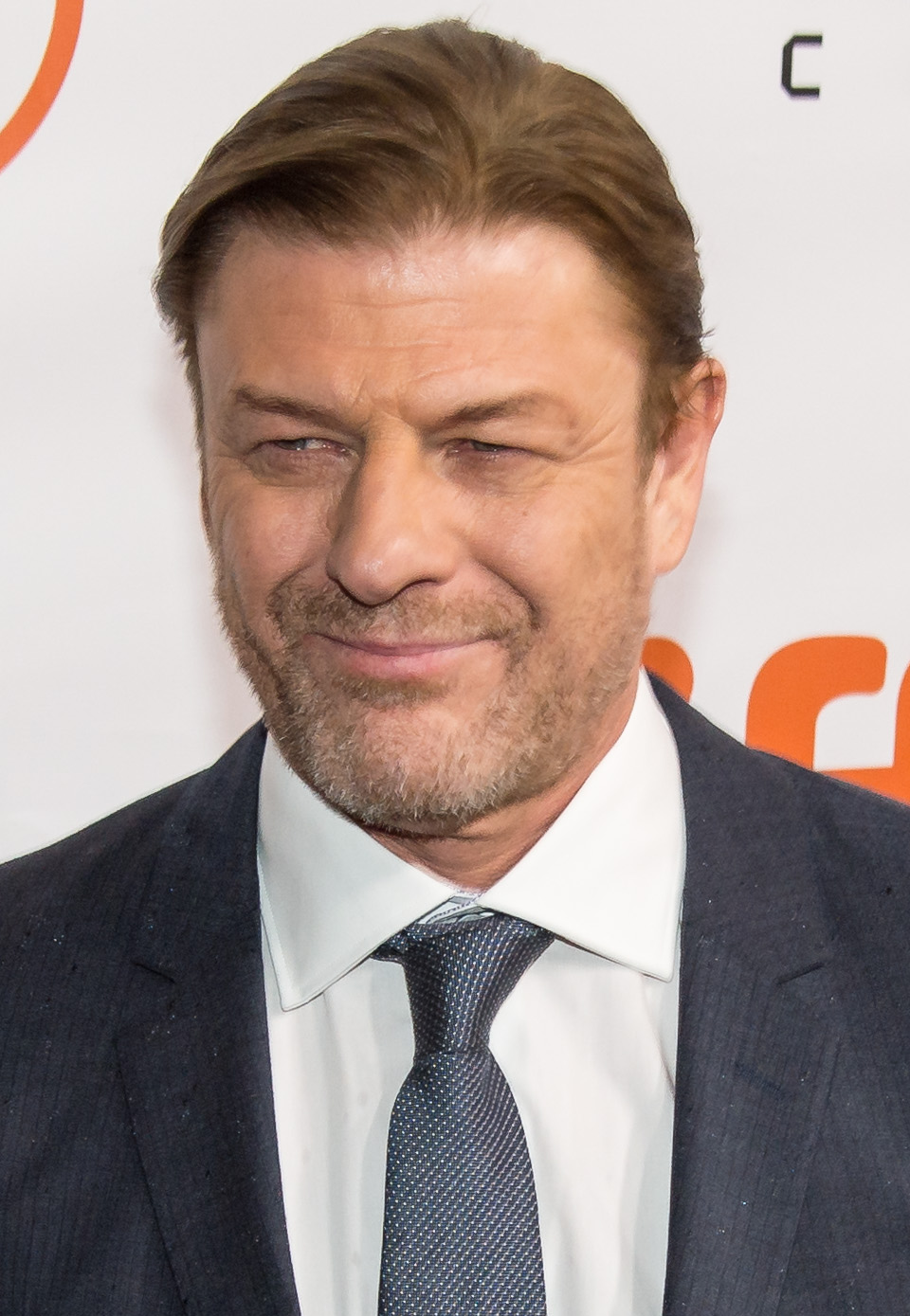
Sean Bean, venceu Melhor Ator

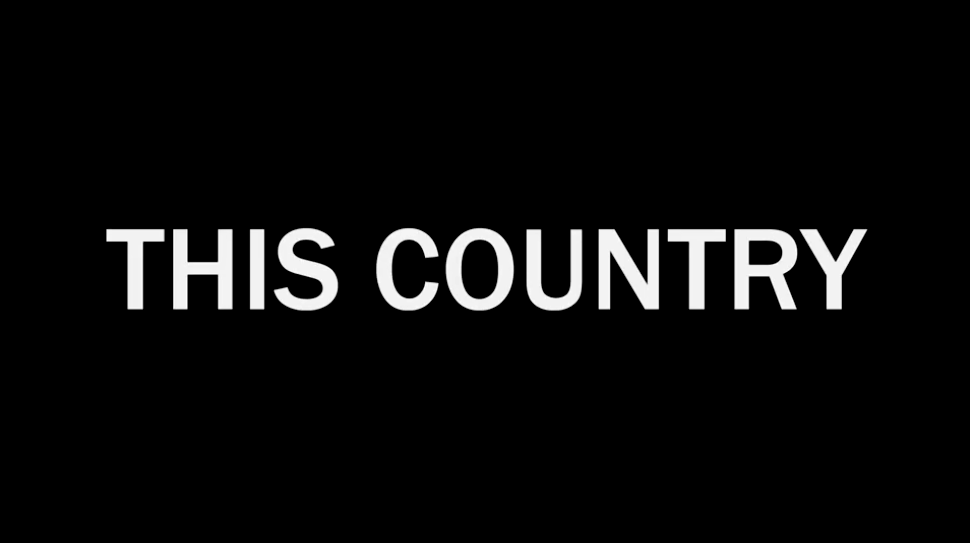
This Country, venceu Melhor Sitcom

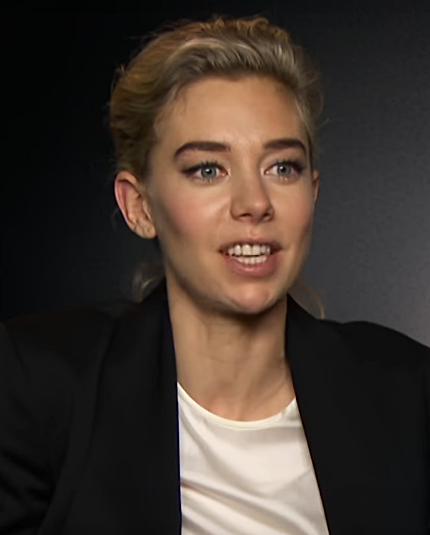
Vanessa Kirby, venceu Melhor Atriz Coadjuvante

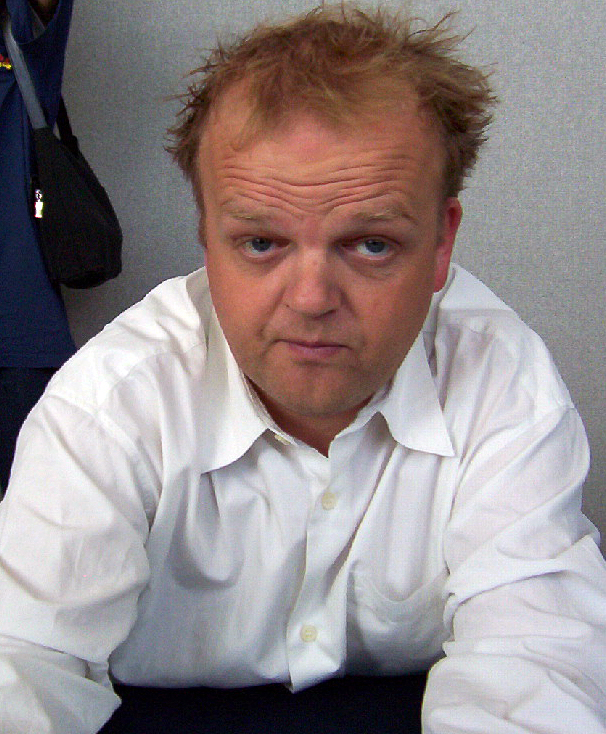
Toby Jones, venceu Melhor Ator de Comédia

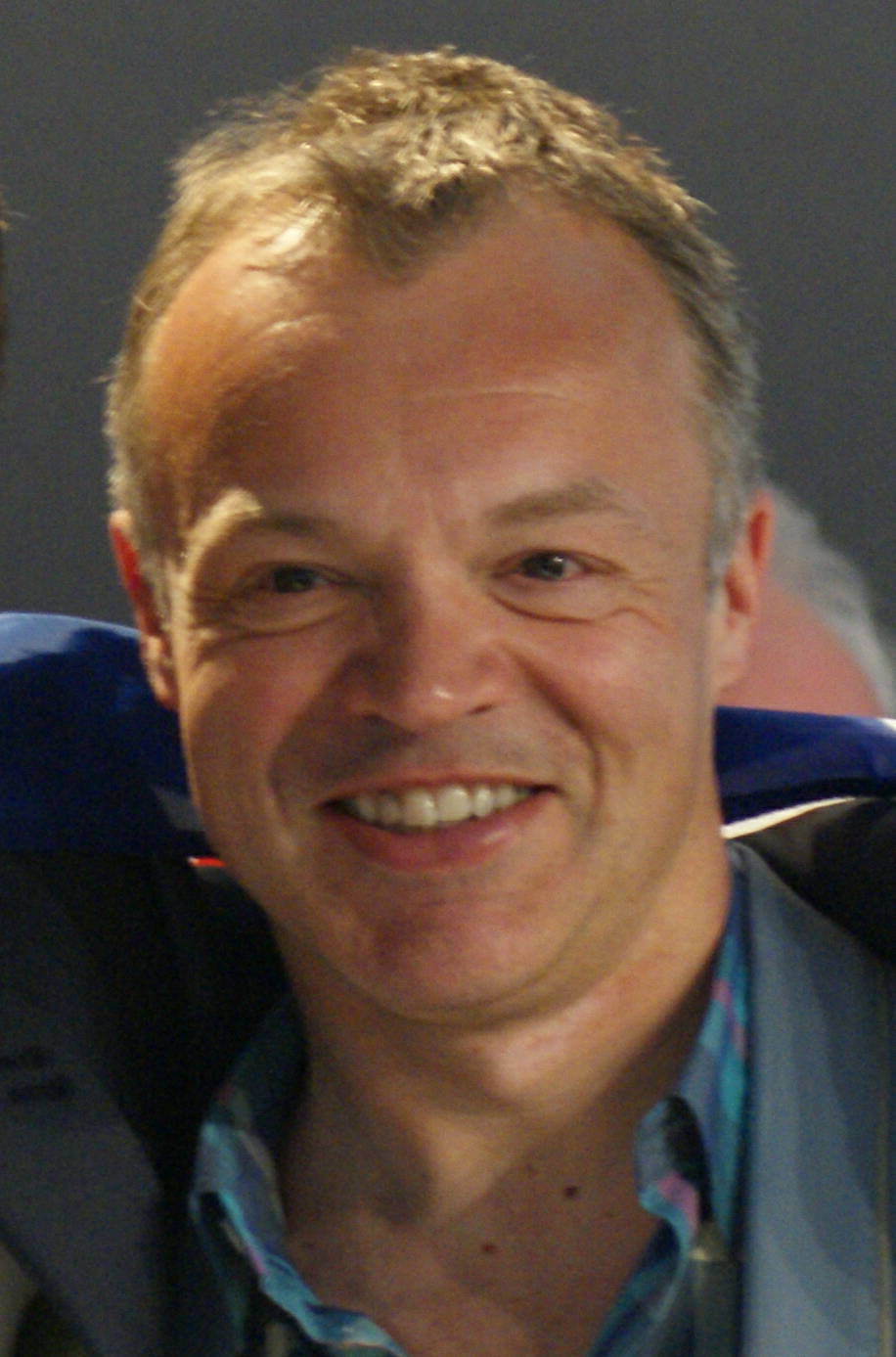
Graham Norton, venceu Melhor Performance de Entretenimento

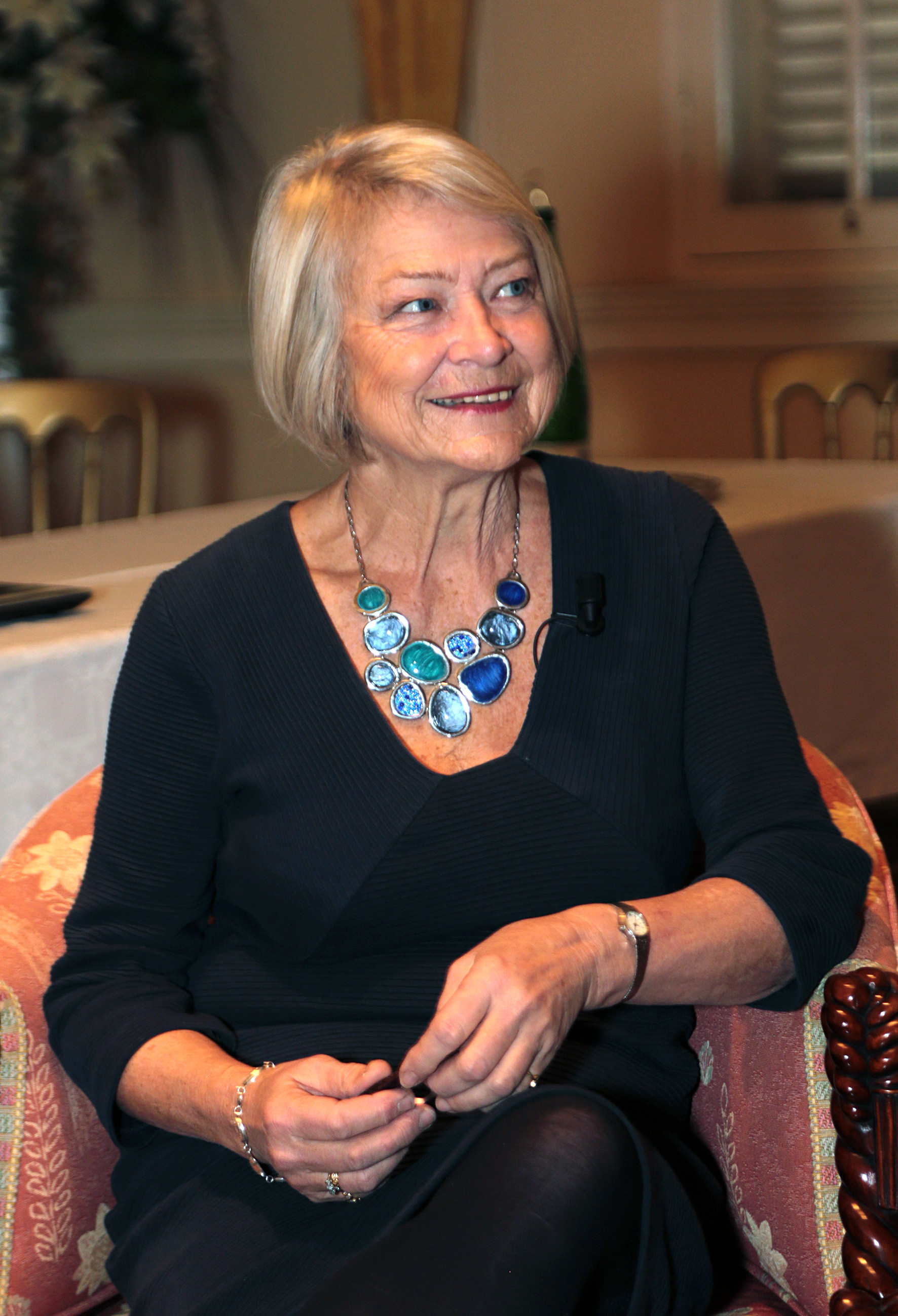
Kate Adie, venceu o BAFTA Fellowship Award

| - Murdered for Being Different (BBC Three) - Against the Law (BBC Two) - Hang the DJ (Netflix) - King Charles III (BBC Two) | - Casualty (BBC One) - Coronation Street (ITV) - Emmerdale (ITV) - Hollyoaks (Channel 4) |
| Melhor Ator | Melhor Atriz |
| - Sean Bean – Broken como Padre Michael Kerrigan (BBC One) - Joe Cole – Hang the DJ como Frank (Netflix) - Tim Pigott-Smith – King Charles III como Rei Charles III (BBC Two) - Jack Rowan – Born to Kill como Sam Woodford (Channel 4)                        | - Molly Windsor – Three Girls como Holly Winshaw (BBC One) - Claire Foy – The Crown como Rainha Elizabeth II (Netflix) - Sinead Keenan – Little Boy Blue como Melanie Jones (ITV) - Thandie Newton – Line of Duty como Detetive Roseanne "Roz" Huntley (BBC One)                                                           |
| Melhor Ator Coadjuvante | Melhor Atriz Coadjuvante |
| - Brían F. O'Byrne – Little Boy Blue como Steve Jones (ITV) - Adrian Dunbar – Line of Duty como Ted Hastings (BBC One) - Anupam Kher – The Boy With The Topknot como Pai de Sathnam (BBC Two) - Jimmi Simpson – USS Callister como James Walton (Netflix)      | - Vanessa Kirby – The Crown como Princesa Margaret (Netflix) - Anna Friel – Broken como Christina Fitzsimmons (BBC One) - Julie Hesmondhalgh – Broadchurch como Trish Winterman (ITV) - Liv Hill – Three Girls como Ruby Bowen (BBC One)                                                                                   |
| Melhor Performance Masculina de Comédia | Melhor Performance Feminina de Comédia |
| - Toby Jones – Detectorists como Lance Stater (BBC Four) - Rob Brydon – The Trip to Spain como ele mesmo (Sky Atlantic) - Asim Chaudhry – People Just Do Nothing como Chabuddy G/Charlie (BBC Three) - Samson Kayo – Famalam como vários personagens (BBC Two) | - Daisy May Cooper – This Country como Kerry Mucklowe (BBC Three) - Sian Gibson – Peter Kay's Car Share como Kayleigh Kitson (BBC Two) - Sharon Horgan – Catastrophe como Sharon Morris (Channel 4) - Anna Maxwell Martin – Motherland como Julia (BBC Two)                                                                |
| Melhor Comédia Roteirizada | Melhor Comédia e Programa de Entretenimento de Comédia |
| - This Country (BBC Three) - Catastrophe (Channel 4) - Chewing Gum (E4) - Timewasters (ITV2) | - Murder in Successville (BBC Three) - Taskmaster (Dave) - The Last Leg (Channel 4) - Would I Lie to You? (BBC One) |
| Melhor Performance de Entretenimento | Prêmio Lew Grade Award de Programa de Entretenimento |
| - Graham Norton – The Graham Norton Show (BBC One) - Adam Hills – The Last Leg (Channel 4) - Michael McIntyre – Michael McIntyre's Big Show (BBC One) - Sandi Toksvig – QI (BBC Two)                                                                           | - Britain's Got Talent (ITV) - Ant & Dec's Saturday Night Takeaway (ITV) - Michael McIntyre's Big Show (BBC One) - The Voice UK (ITV) |
| Melhor Série ou Segmento Factual | Prêmio Huw Wheldon de Especialista em Fatos |
| - Ambulance (BBC One) - Catching a Killer (BBC Two) - Drugsland (BBC Three) - Hospital (BBC Two) | - Basquiat: Rage to Riches (BBC Two) - Blitz: the Bombs That Changed Britain (BBC Two) - Blue Planet II (BBC One) - Elizabeth I’s Secret Agents (BBC Two) |
| Prêmio Robert Flaherty de Documentário Único | Melhor Participação |
| - Rio Ferdinand: Being Mum and Dad (BBC One) - Chris Packham: Asperger’s and Me (BBC Two) - Louis Theroux, Talking to Anorexia (BBC Two) - One Deadly Weekend in America (BBC Three)                                                                           | - Cruising with Jane McDonald (Channel 5) - Antiques Roadshow (BBC One) - No More Boys And Girls: Can Our Kids Go Gender Free? (BBC Two) - The Secret Life of the Zoo (Channel 4) |
| Melhor Reality e Fato Criado | Melhor Evento Ao Vivo |
| - Love Island (ITV2) - Celebrity Hunted (Channel 4) - Old People's Home for 4 Year Olds (Channel 4) - The Real Full Monty (ITV) | - World War One Remembered: Passchendaele (BBC Two) - ITV News Election 2017 Live: the Results (ITV) - One Love Manchester (BBC One) - Wild Alaska Live (BBC One) |
| Melhor Cobertura Jornalística | Melhores Assuntos Atuais |
| - Sky News: The Rohingya Crisis (Sky News) - Sky News: The Battle for Mosul (Sky News) - Channel 4 News: The Grenfell Tower Fire (Channel 4) - ITV News at Ten: The Grenfell Tower Fire (ITV)                                                                  | - Undercover: Britain's Immigration Secrets – Panorama (BBC One) - Raped : My Story (Channel 5) - Syria's Disappeared: the Case against Assad – Dispatches (Channel 4) - White Right: Meeting the Enemy – Exposure (ITV)                                                                                                   |
| Melhor Esporte | Melhor Programa de Curta Duração |
| - Grand National 2017 (ITV) - Anthony Joshua vs. Wladimir Klitschko (Sky Sports Box Office) - Six Nations: Wales vs. England (BBC One) - UEFA Women's Euro Semi-final – England V Netherlands (Channel 4)                                                      | - Morgana Robinson's Summer (Sky Arts) - Britain's Forgotten Men (BBC Three) - Eating with My Ex (BBC Three) - Pls Like (BBC Three) |
| Melhor Programa Internacional | Momento Imperdível da TV |
| - The Handmaid's Tale (MGM)/(Channel 4) - Big Little Lies (HBO)/(Sky Atlantic) - Feud: Bette and Joan (Fox 21 Television Studios)/(BBC Two) - The Vietnam War (Florentine Films)/(BBC Four)                                                                    | - Blue Planet II – "Mother Pilot Whale Grieves" - Doctor Who – "The Thirteenth Doctor Revealed" - Game of Thrones – "Viserion is Killed by the Night King" - Line of Duty – "Huntley’s Narrow Escape" - 'Love Island – "Stormzy Makes a Surprise Appearance" - One Love Manchester – "Ariana Grande Sings ‘One Last Time’" |